# Amour libre (film, 1966)
Pour les articles homonymes, voir Amour libre (homonymie).
Pour plus de détails, voir Fiche technique et Distribution.
Amour libre (Käpy selän alla) est un film finlandais réalisé par Mikko Niskanen, sorti en 1966.
Le film dépeint la révolution sexuelle des années 1960. Il a été le film le plus rentable en Finlande depuis Soldat inconnu. En outre, il a remporté six prix Jussi. 

## Synopsis
Quatre étudiants d'Helsinki partent camper un week-end d'été dans les bois. 

## Fiche technique
- Titre original : Käpy selän alla
- Titre français : Amour libre[2]
- Réalisation : Mikko Niskanen
- Scénario : Robert Alfthan et Marja-Leena Mikkola
- Photographie : Esko Nevalainen
- Montage : Juho Gartz
- Musique : Kaj Chydenius et Henrik Otto Donner
- Pays d'origine : Finlande
- Format : Noir et blanc - 35 mm - 1,33:1 - Mono
- Genre : drame
- Durée : 89 minutes
- Dates de sortie :
  - Finlande : 21 octobre 1966
  - France : 6 décembre 1967[2]

## Distribution
- Eero Melasniemi : Santtu, étudiant
- Kristiina Halkola : Riitta, étudiant en économie
- Pekka Autiovuori : Timo, "Timppa"
- Kirsti Wallasvaara : Leena, étudiant en psychologie
- Jukka Sipilä : Janne Lauhanen

## Récompenses
- Jussis 1967[3] :
  - meilleur réalisateur
  - meilleur acteur pour Jukka Sipilä
  - meilleur scénario
  - meilleure photographie
  - meilleure musique
  - meilleur producteur